# Thießen
Thießen é uma vila e antigo município da Alemanha localizado no distrito de Wittenberg, estado de Saxônia-Anhalt.
Pertencia ao Verwaltungsgemeinschaft de Coswig. Desde 1 de setembro de 2010 é parte do município de Coswig.